# Hombre de Lindow

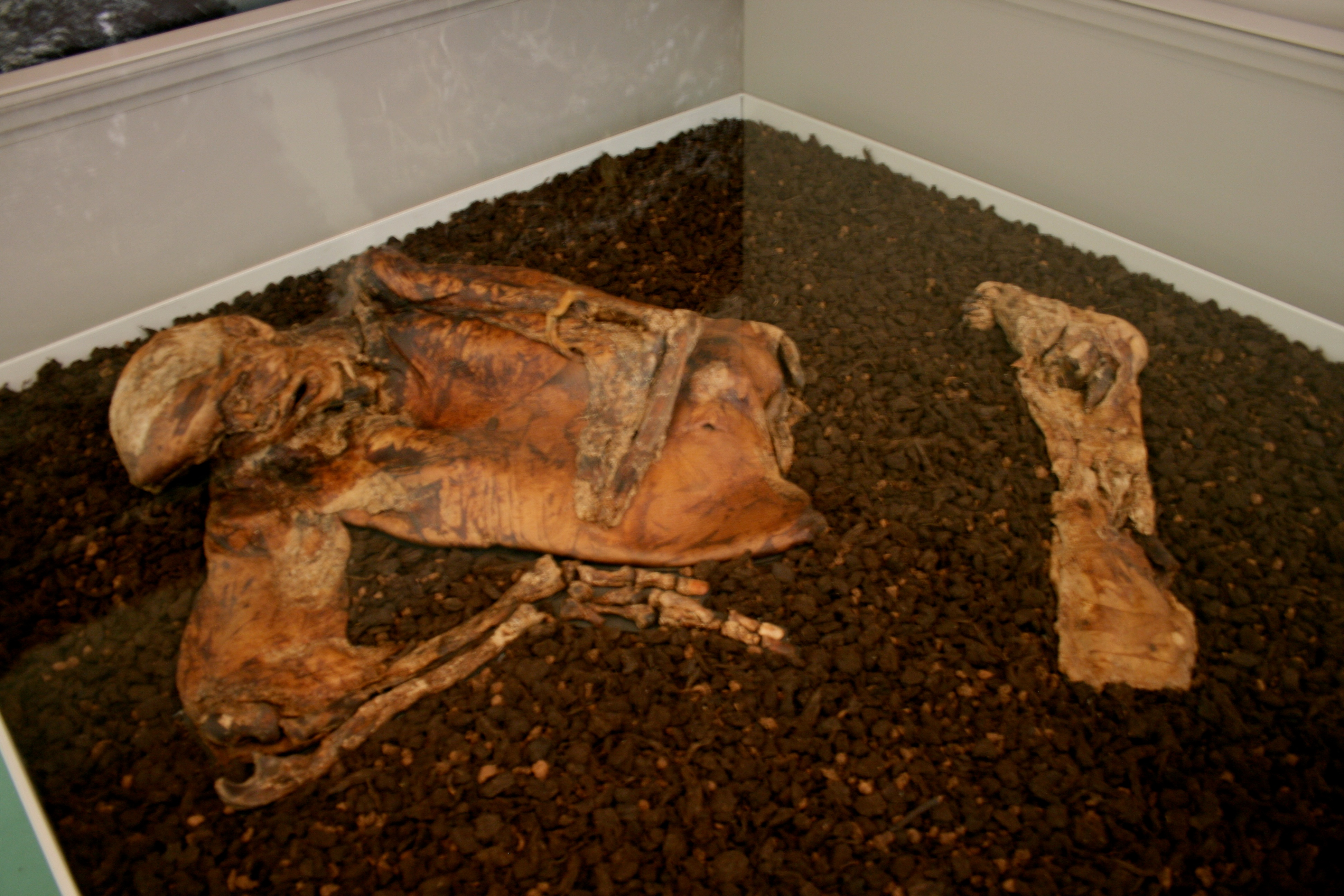
Cuerpo del Hombre de Lindow.

El Hombre de Lindow (en inglés: Lindow Man), también conocido como Lindow II o Pete Marsh, es el nombre dado al cadáver de un hombre de la Edad de Hierro tardía que se preservó en una turbera de forma natural. Fue descubierto el 1 de agosto de 1984 por cortadores de turba en un pantano en Lindow Moss, Mobberley, junto a los límites con Wilmslow, Cheshire, al noroeste de Inglaterra. No es el único cuerpo que se ha encontrado en dicho pantano: la Mujer de Lindow fue descubierta un año antes y se han recuperado partes de otros cuerpos. El hallazgo —descrito como «uno de los descubrimientos arqueológicos más importantes de la década de 1980»— causó un gran impacto en los medios de comunicación y ayudó a revitalizar el estudio de las momias de los pantanos de Gran Bretaña, que hasta entonces habían sido descuidadas, en comparación con los cuerpos encontrados en el resto de Europa.
Al momento de morir, el hombre de Lindow tenía unos veinticinco años y un buen estado de salud. Se presume que era un individuo de alto rango, ya que el cuerpo muestra pocas señas de que realizara trabajos pesados o tareas manuales. Su muerte fue especialmente violenta: después de tomar una última comida consistente en pan ácimo, fue golpeado, estrangulado y degollado.
La datación de sus restos ha sido problemática, pero se cree que fue depositado en el pantano entre 20 d. C. y 90 d. C., a finales de la Edad del Hierro o a principios del dominio romano de Gran Bretaña. El cuerpo se conserva por liofilización y es parte de la muestra permanente del Museo Británico.

## Antecedentes

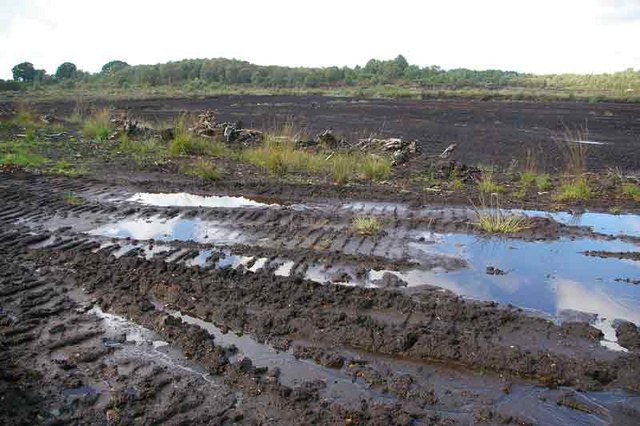
Lindow Moss, zona del hallazgo de la momia.

Lindow Moss es una turbera ubicada en Mobberley, Cheshire, que se usa como bien comunal desde tiempos medievales. Se formó después de la última glaciación, como una de las tantas turberas del noreste de Cheshire y de la cuenca del río Mersey que se formaron en las cavidades producidas por el derretimiento los hielos. Las investigaciones no han descubierto aún asentamientos humanos ni actividades agrícolas cerca de los límites de Lindow Moss que fueran contemporáneas con el Hombre de Lindow, aunque análisis hechos al polen encontrado en la turba sugieren que había algún tipo de cultivo en las proximidades. El pantano llegó a cubrir 600 hectáreas, pero en la actualidad sólo alcanza un décimo de esta superficie. La turba se usó por siglos como combustible y su extracción, ya mecanizada, se prolongó hasta la década de 1980.

### Descubrimientos previos
En mayo de 1983, dos trabajadores de la turba en Lindow Moss, Andy Mould y Stephen Dooley, notaron un objeto extraño, del tamaño de una pelota, en el elevador que transportaba la turba a la trituradora; recuperaron el objeto y al remover la turba descubrieron una cabeza incompleta, en parcial estado de descomposición, que aún conservaba un ojo y restos de cabello. Los forenses determinaron que se trataba de una mujer europea, de entre treinta a cincuenta años de edad, mientras que la datación por radiocarbono arrojó que su antigüedad era de unos 2000 años. Los restos, conocidos como la Mujer de Lindow o Lindow I, datan de alrededor de 210.

## Descubrimiento
Los primeros restos fueron descubiertos el 1 de agosto de 1984 por Andy Mould —quien también encontró a la Mujer de Lindow— y Eddie Slack. Desde el elevador de turba extrajeron un objeto que parecía ser un trozo de madera, pero que resultó ser un pie humano, que entregaron a la policía. Rick Turner, arqueólogo del condado de Cheshire, fue notificado del descubrimiento y logró encontrar el resto del cuerpo, que sería conocido como el Hombre de Lindow. Parte de la piel había sido expuesta y había empezado a descomponerse, por lo que para prevenir un mayor deterioro del cuerpo, se le volvió a cubrir con turba. La excavación del bloque completo que contenía el cuerpo se realizó el 6 de agosto y se transportó al Macclesfield District Council Hospital para su almacenamiento hasta que pudiera ser datado. Los dueños del terreno donde fueron encontrados los restos, los donaron al Museo Británico. El 21 de agosto fueron trasladados a Londres.
Los radiólogos del Hospital de Middlesex comenzaron a llamar al cuerpo «Pete Marsh», juego de palabras con peat marsh (en español: pantano de turba), nombre que fue adoptado por los periodistas locales. Su hallazgo causó un gran impacto mediático, por ser el cuerpo mejor conservado que se hubiera encontrado en Gran Bretaña y se describió como «uno de los descubrimientos arqueológicos más importantes de la década de 1980». El hallazgo fue revelado a la prensa durante la segunda semana de investigación. Un documental de la BBC sobre el Hombre de Lindow, de la serie Q.E.D., fue emitido en 1985 y logró una audiencia de 10 millones de espectadores.
El nombre oficial del Hombre de Lindow es Lindow II, ya que existen otros restos que provienen de la misma área: Lindow I, también conocida como Mujer de Lindow, es un cráneo femenino; Lindow III hace referencia a un cuerpo fragmentado sin cabeza y Lindow IV al muslo de un hombre adulto, que posiblemente corresponde al Hombre de Lindow.
Después del descubrimiento del Hombre de Lindow, se suspendieron las excavaciones arqueológicas en Lindow Moss hasta 1987. El 6 de febrero de 1987, los trabajadores encontraron un gran trozo de piel en el elevador de la turba. En esta ocasión, la policía dejó la investigación a los arqueólogos. Se descubrieron más de 70 fragmentos, que pasaron a conocerse como Lindow III. Aunque los huesos no estaban tan bien preservados como los del hombre de Lindow, otros tejidos se preservaron en mejor condición. El último descubrimiento fue el de Lindow IV el 14 de junio de 1988. Se encontraron nalgas y parte de una pierna izquierda en un sitio ubicado sólo a 50 pies (15 metros) al oeste de donde se encontrara el hombre de Lindow. Alrededor de tres meses después, el 12 de septiembre, se halló un muslo derecho en el cazo de una excavadora. La cercanía entre los sitios, junto con la demostración de que los restos pertenecían a un hombre adulto, implica que probablemente Lindow IV es parte del hombre de Lindow.

## Restos e investigación

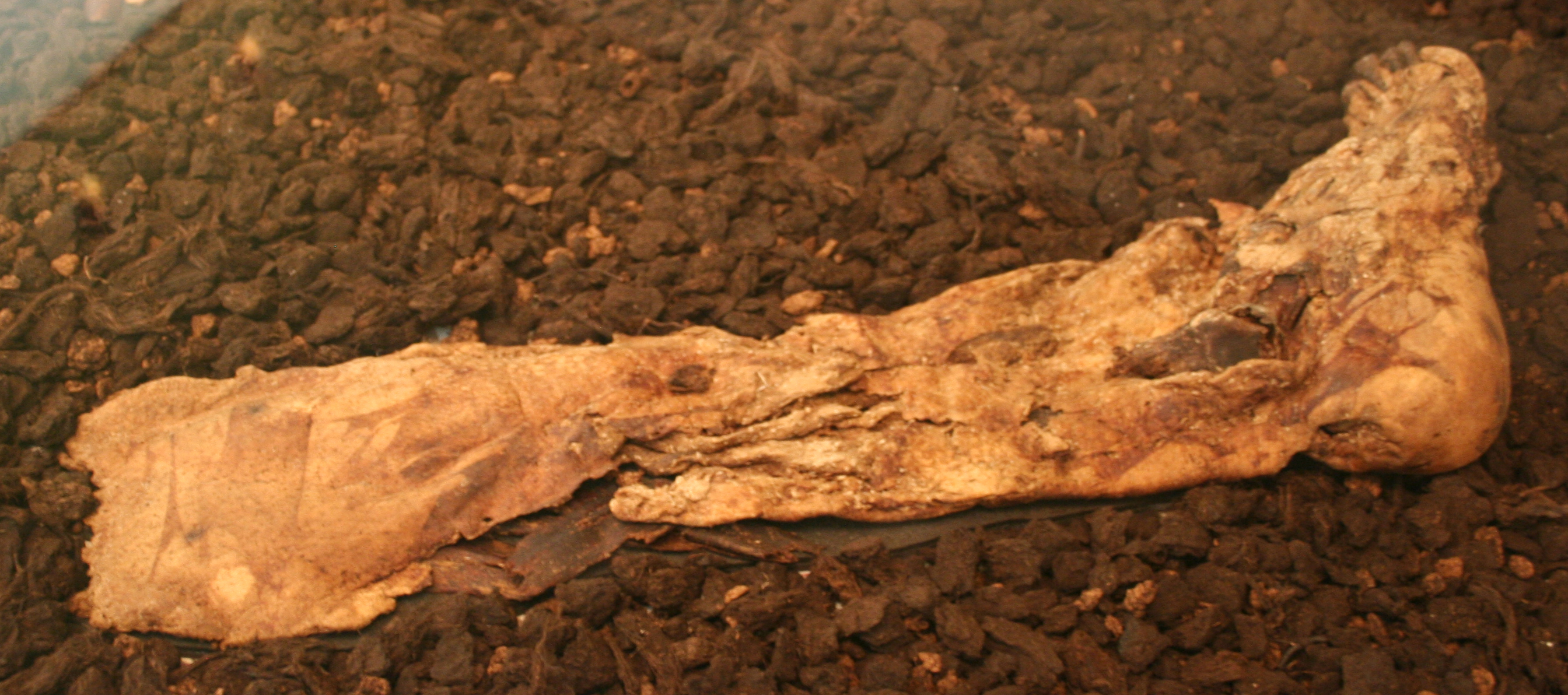
Pie derecho del hombre de Lindow.

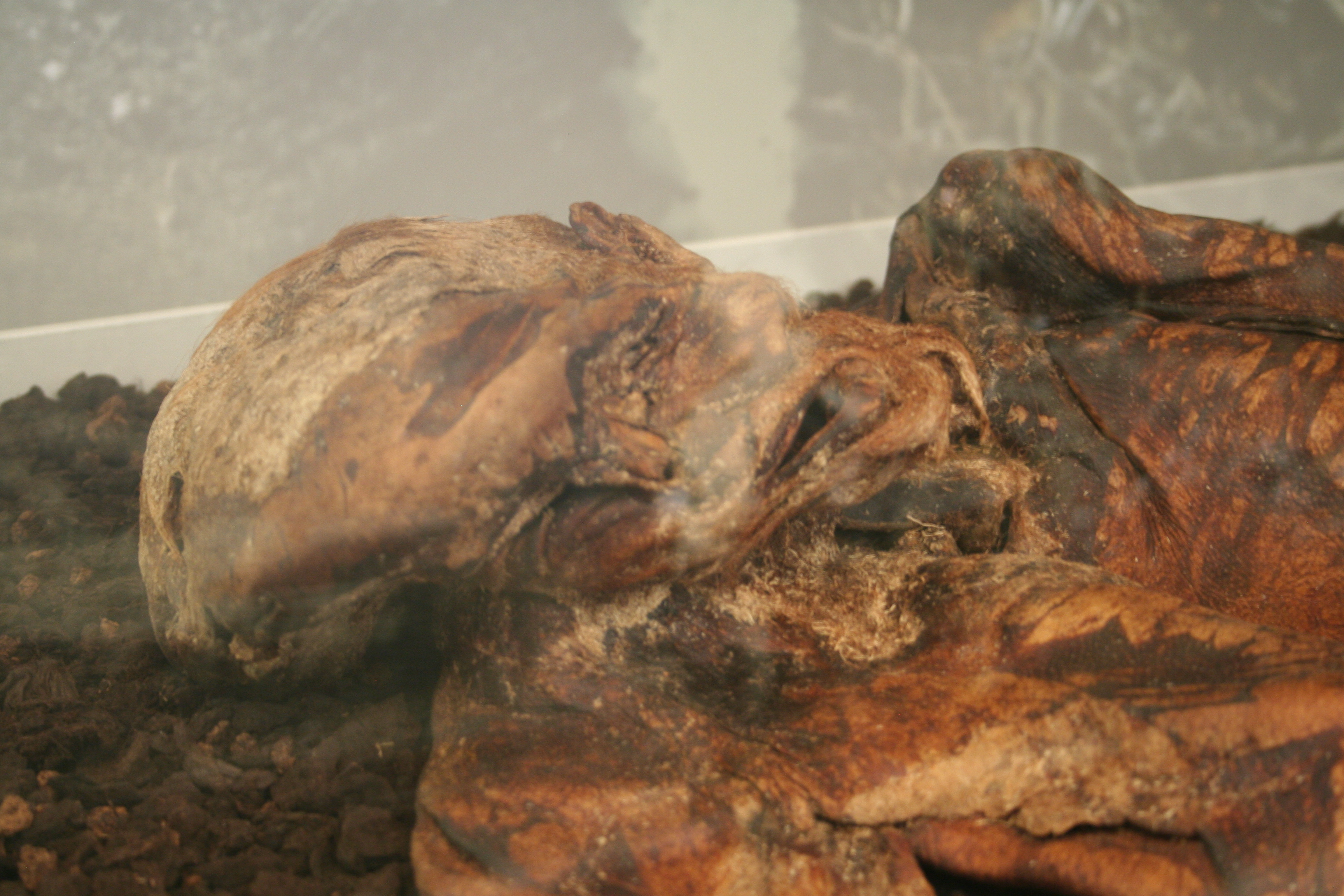
Rostro del hombre de Lindow.

El hombre de Lindow fue la primera momia del pantano preservada en buenas condiciones que se descubriera en Gran Bretaña; su estado era comparable a los restos encontrados en Dinamarca del hombre de Grauballe y del hombre de Tollund. Antes de este hallazgo, se estimaba que se habían encontrado 41 cuerpos en Inglaterra y Gales, más 15 en Escocia; el entusiasmo producto de este descubrimiento hizo que se compilara un índice que reveló que se habían encontrado una cantidad mucho mayor de momias: más de 85 en Inglaterra y Gales y más de 36 en Escocia. Antes del descubrimiento en Lindow Moss, no se le había dado mucha importancia a los restos encontrados en Gran Bretaña, en comparación con su símiles del resto de Europa. El interés provocado por el hombre de Lindow llevó a que se realizaran más investigaciones en profundidad de los registros que daban cuenta de descubrimientos de restos en las turberas desde el siglo XVII. En 1995, el catastro había sido actualizado a 106 en Inglaterra y Gales y 34 en Escocia, con restos que abarcaban un gran periodo de tiempo.
Mientras vivía, el hombre de Lindow medía entre 1,68 y 1,73 metros y pesaba alrededor de 60 kilogramos. Al momento de su muerte, tenía aproximadamente 25 años. El cuerpo aún conserva su barba recortada, bigotes y patillas de cabello castaño, muestra una dentadura saludable, sin caries visibles, y sus uñas bien cuidadas, señalan que hacía poco trabajo pesado. Estaba completamente desnudo, con excepción de un brazalete de piel de zorro. Además se ha determinado que padecía una ligera artrosis y tenía parásitos intestinales como tricocéfalos y lombrices. El cráneo está deformado debido a la descalcificación de los huesos y la presión de la turba en la que estaba enterrado. Aunque en algunos restos se puede rescatar el ADN, las momias de los pantanos como las de Lindow Moss no resultan aptas para tal propósito, por lo que es improbable que se pueda obtener el adn del hombre de Lindow.
En su piel —y también en la de los restos conocidos como Lindow III— se detectaron elevados niveles de cobre. No se sabe con exactitud a que se debe, ya que si bien podría ser producto de causas naturales, también se ha propuesto que los cuerpos fueron pintados con un pigmento sobre la base de cobre., citado en (Cowell y Craddock, 1995, p. 74) Para probar esta hipótesis se tomaron muestras de piel de zonas donde es probable que se pintara y se comparó el contenido de cobre con aquellas zonas donde fuera improbable; se obtuvo que las muestras tomadas del torso tenían una mayor concentración de cobre que las áreas de control, sugiriendo que la teoría de Pyatt era correcta. Sin embargo, el resultado fue ambiguo ya que la concentración total observada era mayor que la esperada en un hombre y las variaciones en puntos del cuerpo podrían deberse a factores ambientales. Similarmente, en el pelo se encontraron depósitos verdes, que se interpretaron en un principio como pigmentos sobre la base de cobre usados como decoración, pero que más tarde se revelaron como el resultado de la reacción entre la queratina del pelo y el ácido de la turbera.
La datación de los restos resulta problemática ya que muestras tomadas del cuerpo y de la turba que lo rodeaba han arrojado fechas con 900 años de diferencia; así, aunque la turba sometida a datación por radiocarbono indica el año 300 a. C., el cuerpo da fechas distintas. Las primeras pruebas realizadas en laboratorios distintos entregaron fechas contradictorias; ensayos posteriores se decantan por situarlo entre 2 a. C. y 119 d. C.. Usualmente, los restos se adscriben a la Edad de Hierro más que al periodo romano, porque se interpreta su muerte como un sacrificio ritual o como una ejecución. Por otro lado, se han planteado diversas teorías para explicar por qué la turba en la que estaba enterrado es mucho más antigua que el cadáver mismo; el arqueólogo P. C. Buckland plantea que, dado que la estratigrafía de la turba no se encuentra alterada, el pantano ya tenía 300 años al momento de depositar el cuerpo. Sin embargo, K. E. Barber, geógrafo, argumenta en contra de la hipótesis anterior, diciendo que las pozas en Lindow Moss podrían haber sido muy poco profundas y se inclina porque la turba fue retirada para permitir el entierro y vuelta a colocar en su mismo lugar, dejando la estratigrafía sin alterar sólo en apariencia.
La última comida del hombre de Lindow se preservó en su estómago e intestinos y pudo ser analizada en detalle. Se esperaba que estos estudios pudieran arrojar indicios sobre la dieta de la época, tal como había ocurrido con el hombre de Grauballe y el hombre de Tollund en la década de 1950. El análisis de los restos alimenticios se ha convertido en una de las principales actividades en las que se enfocan los estudios de las momias del pantano. El análisis de los granos encontrados reveló que su dieta estaba compuesta principalmente por cereales. Probablemente había comido pan, ligeramente quemado, aunque que estuviera quemado puede haber tenido un significado ritual más que accidental. También se encontró un poco de polen de muérdago, lo que señala que murió alrededor de marzo o abril. Una de las conclusiones del estudio fue que, posiblemente, la gente enterrada en Lindow Moss tenía una dieta menos variada que los habitantes del resto de Europa. Según Jody Joy, curador de la colección de la Edad del Hierro en el Museo Británico, la importancia del hombre de Lindow radica más en como vivía que en las circunstancias de su muerte, las cuales puede que nunca se establezcan por completo.

### Muerte

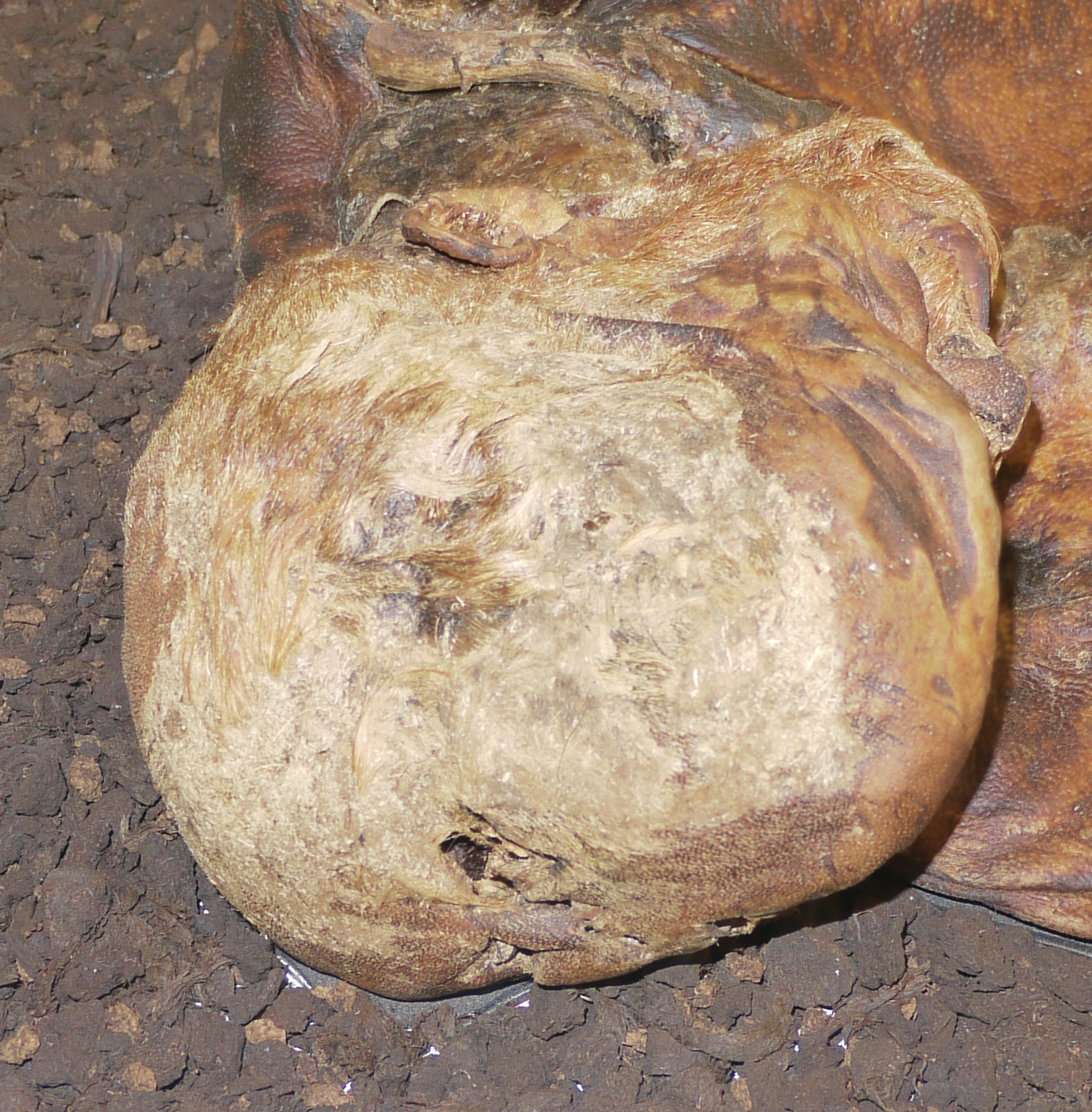
Cabeza del hombre de Lindow. Puede verse el corte en forma de V en la parte inferior, al centro.

Una vez que se retiró la turba, resultó evidente que el hombre de Lindow había sufrido una muerte violenta. Entre sus heridas se incluían un corte en forma de V de 3.5 en la coronilla; una posible laceración en la nuca; marcas de ligaduras en el cuello, donde se encontró una cuerda hecha de tendones; una posible herida en el lado derecho del cuello; una herida hecha por una supuesta estocada en el tórax superior, en el lado derecho; además tenía el cuello roto y una costilla fracturada. Análisis de rayos X mostraron que el golpe en la cabeza, que causó el corte en forma de V, fue hecho con un objeto contundente; fracturó el cráneo y arrojó fragmentos en el cerebro. La hinchazón a lo largo de los bordes de la herida señala que el hombre de Lindow siguió con vida después de este golpe. Este habría sido hecho probablemente con un hacha pequeña, provocando inconsciencia, pero la víctima habría sobrevivido por varias horas más. Las marcas de ligaduras en el cuello fueron provocadas al apretar la cuerda, posiblemente como garrote.
En el caso de algunas de las heridas, tales como las laceraciones de la nuca, no es posible asegurar que ocurrieron antes o después de la muerte del individuo, debido al estado de descomposición del cuerpo. Lo mismo pasa con la herida del pecho. El corte del cuello, puede deberse a la hinchazón del cadáver, lo que provocaría que la piel se rompiera. Sin embargo, los bordes rectos de la herida sugieren que fue hecha con un instrumento afilado como un cuchillo. Las marcas de ligaduras en el cuello pueden haber ocurrido después del deceso. En algunas interpretaciones de la muerte del hombre de Lindow, la cuerda de tendones es usada como un garrote para romper el cuello de la víctima. Sin embargo, Robert Connolly, conferenciante en antropología física, propone que la cuerda era ornamental y que las marcas de ligaduras son posteriores, provocadas por la hinchazón del cuerpo sumergido. La fractura de la costilla también puede haber ocurrido después de la muerte, incluso durante el descubrimiento del cuerpo, pero se incluye en algunas de las descripciones de la muerte del hombre de Lindow. El cuello roto puede haber sido la herida fatal, ya sea por el apriete de la cuerda o por los golpes en la cabeza. Después de su muerte, el hombre de Lindow fue depositado en el pantano boca abajo.

## Interpretación
Según el científico alemán Alfred Dieck, existen más de 1860 momias del pantano conocidas en Europa.  El arqueólogo Don Brothwell considera que muchos de los cuerpos más antiguos deben ser examinados nuevamente usando metodologías modernas, como las que se usaron en el análisis del Hombre de Lindow. El estudio de estas momias, incluyendo las que se encontraron en Lindow Moss, han contribuido a formar un conocimiento más amplio de los restos humanos en buen estado de conservación, ayudando a desarrollar nuevos métodos de análisis e investigación. El uso de técnicas sofisticadas como tomografías computerizadas ha caracterizado la investigación de los cuerpos de Lindow como particularmente importante. Gracias a los escáneres, se ha podido reconstruir el cuerpo y examinarlo internamente. De los veintisiete cuerpos recuperados de los pantanos de Inglaterra y Gales, sólo los de Lindow Moss y los restos del Hombre de Worsley se han preservado, junto con un zapato de otro cuerpo. Los restos datan desde principios del siglo I hasta el siglo IV d. C. Por otro lado, la investigación de otros cuerpos se basa en las descripciones contemporáneas a su correspondiente descubrimiento.
La evidencia física permite una reconstrucción general de como fue asesinado el Hombre de Lindow, aunque algunos detalles están bajo discusión, pero no explica el porqué. En el Noroeste de Inglaterra hay poca evidencia de actividad religiosa o ritual en la Edad del Hierro. La evidencia que existe generalmente corresponde a artefactos recuperados de las turberas. En la Edad del Hierro tardía, a menudo en los entierros el cuerpo era colocado en posición fetal e inhumado a veces con algunos adornos personales. Aunque el Hombre de Lindow ha sido datado a mediados del siglo I, su tipo de entierro era más común en la prehistoria. En la última mitad del siglo XX era común suponer que las momias de los pantanos que mostraban heridas en el cuello o en la cabeza eran de origen ritual. Este tipo de momias fueron asociadas con la cultura céltica y germánica, en particular, en lo relativo a la adoración de las cabezas.

## Características
- Momificación natural.
- Causa de la muerte: fue estrangulado-ahorcado con un cordel de tripa y degollado con un cuchillo a modo de ritual al estilo de los celtas.
- Sufría de artrosis leve.
- El hombre tenía entre 20-30 años aprox.
- Medía entre 1,68 y 1,73 metros de altura.
- El cadáver vestía con tiras de piel de zorro, lucía barba y patillas, tres coletas, una de ellas tan larga que superaba la cintura, portaba pantalón, un gorro de tela.
- Se encontraron frutos de muérdago, trigo y cebada en el interior de su estómago.

## Conservación

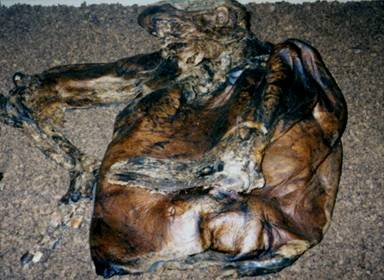
El hombre de Lindow en exhibición en el Museo Británico en 1996.

El hombre de Lindow, se encontró en un buen estado de conservación debido a un proceso de momificación natural que se produjo probablemente al quedar sumergido en un pantano en condiciones de ausencia de oxígeno, acidez del agua, y gran presencia de taninos vegetales, lo cual impide que surjan los agentes bioactivos que intervienen en la degradación de los cadáveres.
Se temía que el cuerpo empezara a descomponerse una vez que se retirara la turba que lo había preservado por cerca de 2000 años, por lo que se tomaron medidas para asegurar la conservación de los restos. Después de descartar los métodos de conservación que se había usado hasta la fecha en las momias del pantano, tales como el "curtido" usado con el hombre de Grauballe que demoró un año y medio, se decidió por someter a los restos a un proceso de liofilización. Se cubrió el cuerpo con una solución formada por un 15% de polietilenglicol 400 y un 85% de agua para prevenir que sufriera deformaciones. Entonces, se congeló completamente y se evaporó el hielo para evitar que se encogieran los restos. Después de esto, el hombre de Lindow fue depositado en una vitrina que fue construida especialmente, que permite controlar el ambiente y mantener la temperatura a 20 °C y la humedad al 55%.
El hombre de Lindow es parte de la muestra permanente del Museo Británico, aunque antes de que los restos fueran llevados allí, los habitantes del noroeste de Inglaterra realizaron una infructuosa campaña para lograr que el cuerpo permaneciese en Mánchester. Además, se ha exhibido en forma temporal en otras salas: en el Museo de Mánchester en tres oportunidades, desde abril hasta diciembre de 1987, desde marzo a septiembre de 1991 y desde abril de 2008 hasta abril de 2009; en el Great North Museum de Newcastle desde agosto a noviembre de 2009. La exposición de 2008 a 2009 en Mánchester, llamada Lindow Man: A Bog Body Mystery Exhibition at the Manchester Museum (en español: Hombre de Lindow: Exhibición de un misterio de las momias del pantano en el Museo de Mánchester) ganó en 2010 en la categoría de mejor innovación arqueológica de los premios British Archaeological Awards, que son promovidos por el Council for British Archaeology. Se generado controversia sobre la exposición de los restos ya que han sido tratados como un objeto más que como una persona, por lo que algunos, como la neodruidesa Emma Restall Orr, cuestionan si el cuerpo debería o no estar en exhibición. Este tema es parte de un debate más amplio, sobre el tratamiento de los restos humanos y su uso como fuentes de información por museos y arqueólogos.